# Celleporaria vermiformis
Celleporaria vermiformis is een mosdiertjessoort uit de familie van de Lepraliellidae. De wetenschappelijke naam van de soort is voor het eerst geldig gepubliceerd in 1909 door Waters.